# (161975) Kincsem
(161975) Kincsem est un astéroïde de la ceinture principale.

## Description
(161975) Kincsem est un astéroïde de la ceinture principale. Il fut découvert le 8 juin 2007 à Piszkesteto par Krisztián Sárneczky. Il présente une orbite caractérisée par un demi-grand axe de 2,57 UA, une excentricité de 0,25 et une inclinaison de 17,8° par rapport à l'écliptique.

## Compléments